# Pietà (Tiziano)
La Pietà è un dipinto a olio su tela (389×351 cm) realizzato tra il 1575 ed il 1576 da Tiziano Vecellio. Fu la sua ultima opera e fu terminata dopo la sua morte da Palma il Giovane. È oggi conservato alle Gallerie dell'Accademia, a Venezia.

## Storia
Il dipinto era stato concepito ad ornamento per la cappella di Cristo nella Basilica di Santa Maria Gloriosa dei Frari, in cambio del permesso a Tiziano di esservi sepolto. Intervennero però dei disaccordi con i frati che non gradivano la sostituzione della venerata immagine esistente con una nuova, così Tiziano interruppe almeno temporaneamente il lavoro. Alla sua morte il dipinto si trovava incompiuto ancora nella sua casa e da lì passò a Palma il Giovane che lo rifinì, aggiungendo l'iscrizione in latino, sul gradino centrale in basso, in cui informava di aver portato a termine l'opera.
L'opera si prefigura come un grande ex voto, volto a scongiurare l'infuriare della peste di quell'anno. Pestilenza a cui si deve la morte dell'artista il 27 agosto 1576. Tiziano venne sepolto nella designata cappella dei Frari il giorno successivo alla dipartita. Frettolosamente viste le gravi circostanze che attanagliavano la città, ma appunto per questo con un certo onore. Anzi un riguardo eccezionale, altrimenti mai riservato a un pittore e forse nemmeno a qualche potenti: il feretro fu prelevato dai canonici di San Marco che lo trasportarono da San Canciano ai Frari dove celebrarono brevemente la cerimonia per l'inumazione.
Una lettera del marchese di Ayamonte (l'incaricato di Filippo II per i pagamenti a Tiziano a cui qualcuno sosteneva che l'opera fosse destinata) a Guzmán de Silva del 27 aprile 1575 descrive un'opera decisamente simile nello studio dell'artista: un dipinto con la Madre il Figlio e la Maddalena. Si tratterebbe quindi della prima citazione di questa Pietà.
Con la morte anche del figlio Orazio la ricca casa dei Vecellio ai Biri venne saccheggiata. Tra le opere pittoriche elencate nella proprietà alla cessione di questa casa da parte dell'altro figlio Pomponio a Cristoforo Barbarigo, la Pietà non risultava. 
Rimase invece nelle mani del Palma fino alla morte di questi nel 1628 e probabilmente venne trasferita nella chiesa di Sant'Angelo nel 1631 che si apprestava a celebrare la fine di un'altra terribile pestilenza terminata appunto proprio nel giorni dedicato all'arcangelo. 
Ridolfi nel 1648 ricordava l'opera come ideata per i Frari e venne menzionata per la prima volta in a Sant'Angelo dal Boschini nel 1664 ma soltanto nel 1690 la tela di Tiziano nelle relazioni delle visite pastorali.
La chiesa fu chiusa dall'autorità napoleonica nel 1810 e fu abbattuta nel 1837. Il dipinto invece giunse all'Accademia nel 1814 e nel 1829 risultava incluso in una serie di dipinti da cedere in una permutazione fortunatamente senza esito.

## Descrizione e stile
Gli esami diagnostici per il restauro della tela hanno rivelato come questa fosse il frutto dell'unione di più pezze di tela cucite assieme; tutte di spessore e tessitura differente ed una anche già dipinta con un volto maschile individuabile nelle radiografie. Hanno anche rilevato come gli interventi del Palma siano stati piuttosto limitati. Oltre alla scritta in dedica, si trattò soprattutto di velature atte a meglio dissimulare le suture, l'angioletto con la torcia fu dipinto sopra un abbozzo del maestro – che nelle radiografie per la verità parrebbe un po' più originale del definitivo dell'allievo – e forse una risistemazione nella stesura dei conci del timpano.

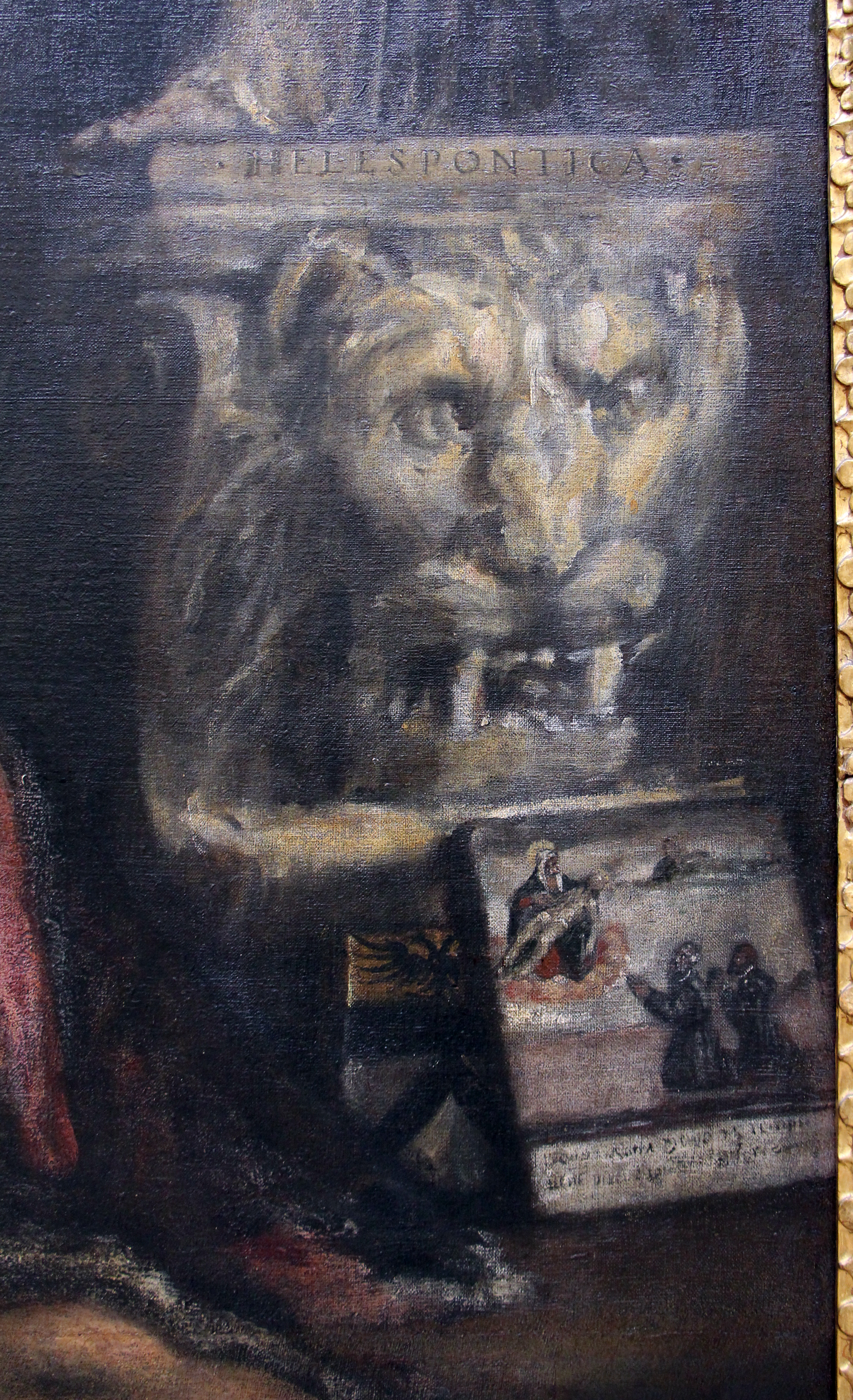
Dettaglio con l'ex voto e lo stemma dei Vecellio

Il dipinto nato come un personale monumento funerario di Vecellio, e interrotto per la discordia con i frati, venne ripreso dal pittore come fosse un ex voto per la salvezza propria e del figlio Orazio. E in effetti alla dolorosa scena centrale e alla diffusa simbologia aggiunse la patente raffigurazione di una tavoletta appoggiata al basamento della statua di destra a coprire parzialmente lo stemma dei Vecellio. La tavoletta dipinta come nell'uso popolare rappresenta Tiziano e Orazio in adorazione di una Pietà accompagnati dalla scritta in grafia corrente, unica in una lingua tra il volgare e il dialettale:
Caratteristica è la trasposizione di Tiziano dai modelli tendenti ad una figurazione quasi soprannaturale ad una rappresentazione fortemente realistica, pure nel trattamento a veloci pennellate della pittura della sua finale maturità nel suo «magico espressionismo» accompagnato da una «alchimia cromatica» che rarefà e ricompone la sostanza. 

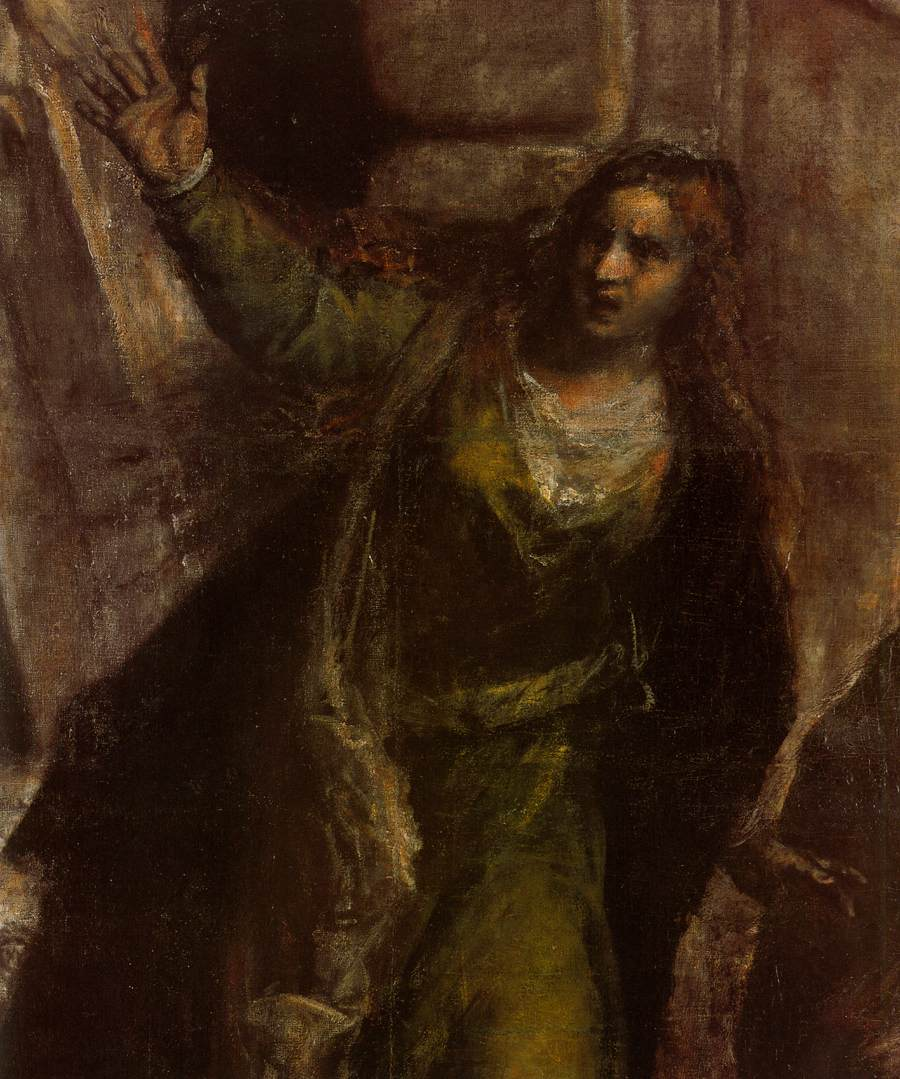
La disperazione della Maddalena, dettaglio.

Sullo sfondo di una grande e poderosa nicchia – che fonde il classico ed il rustico alla maniera dei portali per i Gonzaga di Giulio Romano – la Madonna addolorata sorregge il capo di Cristo col abbandonato il corpo sulle sue ginocchia. Un'altra figura, un vecchio seminudo inginocchiato, si protende a sorreggere il braccio cadente per la mano e il torso di sotto l'ascella. Figura difficilmente identificabile (la critica ha proposto varie interpretazioni: Giuseppe d'Arimatea, Nicodemo, Girolamo o anche Giobbe) ma comunque – come già fece Michelangelo nella sua Pietà – è l'autoritratto dell'artista. Altrettanto drammatica è nella gestualità e nell'espressione la Maddalena che sopraggiunge da sinistra.
Il mosaico nel catino è un evidente citazione del suo vecchio maestro Bellini e vi rimane interessante la rappresentazione del pellicano che nutre i suoi piccoli col sangue del suo petto lacerato, simbolo eucaristico e di resurrezione.
Ai lati della nicchia sono due statue chiaramente identificate dalle iscrizioni latine "scolpite" sui basamenti: Moyses, Mosè che trasmise le tavole della legge divina e Ellesponticas, la Sibilla, che vaticinò la croce e la resurrezione, qui presentata con gli attributi allegorici della fede. 
Restano indecifrati i segmenti di scritte in greco, sparsi sopra le due statue. Per le protomi leonine presenti sui piedistalli si sono ritenuti validi sia i riferimenti a San Marco sia alla famiglia Vecellio ma anche la resurrezione e la sapienza divina. Forse il putto accanto a Maddalena porta un vaso di unguento. E misterioso rimane anche il braccio proteso – e quasi invisibile – dalla base della Sibilla.